# Primeiro-ministro da Sérvia e Montenegro
O Primeiro-ministro da Sérvia e Montenegro foi o chefe do governo da República Federal da Iugoslávia / Sérvia e Montenegro desde a sua criação em 1992 até a dissolução do estado em 2006. Entre 1992–2003, o nome completo do cargo era Presidente do Governo Federal da República Federal da Iugoslávia (em sérvio:  Predsednik Savezne Vlade Savezne Republike Jugoslavije), enquanto após as reformas constitucionais de 2003 o título era Presidente do Conselho de Ministros da Sérvia e Montenegro (em sérvio:  Predsednik Saveta ministara Srbije i Crne Gore). O cargo foi fundido em 2003 com o de chefe de estado, prevendo que uma pessoa ocupasse o cargo de Presidente da Sérvia e Montenegro e de Presidente do Conselho de Ministros da Sérvia e Montenegro. 

## Lista de titulares
Houve cinco presidentes do Governo Federal da RF Iugoslávia após a dissolução da República Socialista Federativa da Iugoslávia (RSFI) em 1992 até a sua dissolução em 2003. Svetozar Marović, do Partido Democrático dos Socialistas de Montenegro, foi o único presidente do Conselho de Ministros da Sérvia e Montenegro após as suas reformas constitucionais e a reconstituição como confederação. Ele foi inaugurado em 7 de março de 2003. Após a declaração de independência do Montenegro, em 3 de junho de 2006, o presidente do Conselho de Ministros anunciou em 4 de junho de 2006 a cessação do seu cargo. 
| N°                                            | Retrato | Nome             | Etnia        | Mandato                | Mandato                | Mandato          | Partido      | Notas                                                                                                |
| N°                                            | Retrato | Nome             | Etnia        | Posse                  | Fim                    | Tempo no cargo   | Partido      | Notas                                                                                                |
| --------------------------------------------- | ------- | ---------------- | ------------ | ---------------------- | ---------------------- | ---------------- | ------------ | --- |
| Presidentes do Governo Federal 1992–2003      |         |                  |              |                        |                        |                  |              | |
| 1                                             |         | Milan Panić      | Sérvio       | 14 de julho de 1992    | 9 de fevereiro de 1993 | 210 dias         | Independente | [ 3 ]                                                                                                |
| 2                                             |         | Radoje Kontić    | Montenegrino | 9 de fevereiro de 1993 | 19 de maio de 1998     | 5 anos, 99 dias  | DPS          | [ 4 ]                                                                                                |
| 3                                             |         | Momir Bulatović  | Montenegrino | 19 de maio de 1998     | 4 de novembro de 2000  | 2 anos, 169 dias | SNP          | Renunciou em 9 de outubro de 2000, após a Revolução Bulldozer.                                       |
| 4                                             |         | Zoran Žižić      | Montenegrino | 4 de novembro de 2000  | 24 de julho de 2001    | 262 dias         | SNP          | Renunciou em 29 de junho de 2001, em protesto contra a extradição de Slobodan Milošević para o TPIJ. |
| 5                                             |         | Dragiša Pešić    | Montenegrino | 24 de julho de 2001    | 7 de março de 2003     | 1 ano, 226 dias  | SNP          | [ 7 ]                                                                                                |
| Presidente do Conselho de Ministros 1992–2003 |         |                  |              |                        |                        |                  |              | |
| 6                                             |         | Svetozar Marović | Montenegrino | 7 de março de 2003     | 3 de junho de 2006     | 3 anos, 88 dias  | DPS          | Também chefe de estado como Presidente da Sérvia e Montenegro (cargos fundidos).                     |